# Иорданиду, Мария
Мария Криези-Иорданиду (греч.  Μαρία Κριεζή-Ιορδανίδου; 1897, Константинополь — 6 ноября 1989 Афины) — греческая писательница второй половины XX века.

## Биография
Родилась в Константинополе в 1897 году, в семье механика торгового флота Николаоса Криезиса, родом с острова Идра и уроженки Константинополя Ефросиньи Мангу. Семья переехала на несколько лет в Пирей, после чего вернулась в Константинополь, где Мария училась в Американском колледже. В 1914 году Мария оказалась в Батуми Российской империи, по приглашению своего дяди, на каникулы. Здесь её застали разразившиеся Первая мировая война и Русская революция и Мария, не имея возможности вернуться домой, прожила в России пять лет. В этот период она окончила гимназию в Ставрополе.
В 1919, после капитуляции Османской империи, Мария вернулась в Константинополь и работала в американской торговой компании. В 1920 году получила назначение в Александрию, Египет, где проживала в то время многотысячная греческая колония. Мария познакомилась с греческими культурными кругами Александрии и стала членом коммунистической партии Египта. В 1923 году она вышла замуж за Иорданиса Иорданидиса, преподавателя в «Виктория Колледж». После свадьбы, с мужем и своей матерью, Иорданиду переселилась в Афины, где работала в посольстве Советского Союза. В 1931 году она разошлась с Иорданидисом, с которым к тому времени у неё было двое детей. В 1939 году она была уволена из советского посольства и стала преподавать иностранные языки. В годы тройной, германо-итало-болгарской, оккупации Греции её дом был разрушен и сама она была гонима и заключена в лагеря.

## Писатель
Случай с Иорданиду в истории греческой литературы стоит особняком: Греческий историк и писатель Фотиадис, Димитрис был знаком с ней с довоенных лет, «когда никто и, более всех, она сама» не мог предположить что Мария станет одной из «корифеев» греческой литературы второй половины 20-го века:63.
В тот период единственное что занимало Марию, охарактеризованную охранкой «опасной иностранной агенткой» — как прокормить и вырастить своих детей.
После гражданской войны в Греции (1946—1949) и после того как Фотиадис вернулся из ссылки, Мария вновь стала бывать в гостях у четы Фотиадис. За столом она часто рассказывала истории о годах прожитых в Константинополе и о своей бабушке, Локсандре. Фотиадис, родившийся и выросший в греческом поместье недалеко от Смирны, оценил живую речь, юмор и талант рассказчицы и предложил Марии написать книгу. Мария первоначально отказалась. Но затем, тайком от Фотиадиса, в 1962 году, в 65 лет, она написала свою «Локсандру» — о жизни греков Константинополя до Первой мировой войны, основываясь на истории своей бабушки.
Заняв деньги, Мария издала книгу сама. Ностальгия по греческому Константинополю, юмор и талант рассказчицы привели к колоссальному успеху книги. До 1982 года «Локсандра» выдержала 22 издания и была экранизирована:64.
Последовала книга Каникулы на Кавказе (1965), основанная на воспоминаниях Марии о своих затянувшихся пятилетних «каникулах» в России.
В 1978 году она написала книгу Как сумасшедшие птицы, о своей жизни в Александрии и Афинах межвоенных лет. Книга была экранизирована в 1987 году. Последней её книгой стал Наш двор (1981).

## Признание
Её работы имели огромный издательский успех. Мария была награждена в 1978 году Вселенским патриархатом «Золотым крестом и титулом Госпожи Вселенского престола». Мария Иорданиду умерла 6 ноября 1989 года и похоронена на кладбище Новой Смирны.